# جيمي روبنسون
جيمي روبنسون (بالإنجليزية: Jamie Robinson)‏ (22 فبراير 1972 بليفربول في المملكة المتحدة - ) هو لاعب كرة قدم بريطاني في مركز الدفاع. لعب مع نادي إكزتر سيتي ونادي بارنسلي ونادي توركي يونايتد ونادي كارلايل يونايتد ونادي ليفربول ونادي تشستر سيتي.

## وصلات خارجية
- جيمي روبنسون على موقع قاعدة بيانات كرة القدم.إي يو (الإنجليزية)
- جيمي روبنسون على موقع Soccerbase.com (لاعب) (الإنجليزية)